# 1829 в Україні

## Події
- Шебелинське повстання 1829

## Особи

### Народились
- 16 лютого, Шараневич Ізидор (1829—1901) — український історик й громадський діяч, педагог, професор Львівського Університету; дійсний член АН у Кракові, почесний директор Київського Університету; довголітній сеньйор Ставропігійського Інституту у Львові. Почесний член товариства «Просвіта» з 1871 року.
- 16 березня, Лісевич Федір (1829—1906) — руський греко-католицький священик, громадсько-політичний діяч. Посол Галицького сейму 3-го скликання.
- 23 березня, Затиркевич Іван Олександрович (1829—1902) — український письменник.
- 29 березня, Лазаревич Іван Павлович (1829—1902) — український акушер-гінеколог, професор Харківського університету, творець акушерських інструментів.
- 26 квітня, Данилевський Григорій Петрович (1829—1890) — український російськомовний письменник і публіцист, чиновник, мандрівник, етнограф, історик, автор численних романів і наукових розвідок з минулого України.
- 29 квітня, Кобринський Микола Миколайович (1829—1893) — український фольклорист, письменник та культурно-просвітній діяч.
- 7 травня, Ніс Степан Данилович (1829—1900) — український фольклорист, етнограф, лікар, громадсько-політичний діяч.
- 20 липня, Косовцов Віт Андрійович (1829 — не раніше 90-х ХІХ ст.) — український культурний діяч, письменник, перекладач, драматург, фольклорист.
- 25 вересня. Юзеф-Аполінарій Роллє (1829-1894) - польський письменник, представник "української школи" на Поділлі, видатний лікар-психіатор, історик, активний громадський діяч в місті Кам'янці-Подільському.
- 28 листопада, Рубінштейн Антон Григорович (1829—1894) — російський композитор, піаніст, диригент. Засновник Санкт-Петербурзької консерваторії.
- 13 грудня, Димінський Андрій Іванович (1829—1905) — український етнограф, фольклорист.
- Мінор Соломон Олексійович (1829—1900) — рабин Москви, очолював юдейську релігійну громаду Москви з 1869 по 23 липня 1892, історик, публіцист, просвітник.
- Савицький Дмитро Васильович (1829—1899) — архітектор часів Російської імперії.
- Шехович Северин (1829—1872) — галицький український журналіст і письменник.

### Померли
- 15 січня, Францішек Пйотр Потоцький (1745—1829) — військовий і державний діяч Речі Посполитої. Староста щирецький, шеф реґіменту Потоцьких.
- 26 лютого, Трощинський Дмитро Прокопович (1749—1829) — український аристократ козацького стану, державний діяч Російської імперії. Меценат української культури.
- 11 березня, Орлай Іван Семенович (1771—1829) — медик, педагог, письменник. Доктор медицини, академік. Дійсний статський радник. Дійсний член Санкт-Петербурзької медико-хірургічної академії.
- 28 вересня, Раєвський Микола Миколайович (батько) (1771—1829) — російський військовик, герой Вітчизняної війни 1812 року, генерал від кавалерії.
- Стефанович-Донцов Яків (1752—1829) — лікар та педагог.

## Засновані, створені
- Одеська національна наукова бібліотека
- Дунаєвецька суконна фабрика
- Олександро-Невський собор (Сімферополь)
- Сокиринський архітектурно-парковий комплекс
- Бойове (Нікольський район)
- Мирне (Біляївський район)
- Нові Трояни

## Зникли, скасовані
- Феодосійське граданачальництво